# Torre de televisión de Ekaterimburgo
La Torre de televisión de Ekaterimburgo (del ruso: Екатеринбу́ргская телеба́шня) fue una torre situada en la ciudad de Ekaterimburgo, Rusia cuya función proyectada era retransmitir señales de televisión a todo el óblast de Sverdlovsk. Su construcción comenzó en 1983 pero posteriormente quedó sin completar y el proyecto fue abandonado a raíz de los problemas políticos y económicos que desembocaron en la disolución de la Unión Soviética. Se contemplaba que la altura total fuera de 360 m de los cuales solo los primeros 220 m fueron finalmente completados.
Desde la década de 1990 fue utilizada ilegalmente para escalada urbana y salto BASE. Además se reportaron algunos accidentes y casos de suicidio tras los cuales los accesos a la torre se tapiaron y la escalera exterior se cerró. El 24 de marzo de 2018 la torre fue finalmente demolida.

## Construcción
Proyectada en 1983 por parte del comité ejecutivo de la ciudad de Sverdlovsk (hoy Ekaterimburgo) como parte de un plan que incluía proyectos similares en Vilna y Tallin. Se contemplaba que la altura total fuera de 360 m de los cuales los primeros 220 m correspondían a la estructura de hormigón y los restantes 140 m de antena, aunque finalmente solo se completó la estructura de hormigón. El proyecto incluía una plataforma de observación y un restaurante a 188 m. Hasta el momento de su demolición fue la estructura más alta de Ekaterimburgo, por delante de la Torre Iset y del rascacielos Visotski.

## Historia posterior y demolición
Tras la disolución de la Unión Soviética la financiación para la construcción cesó. Desde esa fecha el único cambio que hubo en la estructura (a mediados de la década de los 2000) fue la instalación de luces rojas para facilitar su visibilidad desde aeronaves. En 2007 hubo planes para vender la torre y los terrenos pero la crisis financiera de 2008 los frustró. En julio de 2012 el primer ministro Dmitri Medvédev dio órdenes de transferir la titularidad de la torre al Óblast de Sverdlovsk tras retirarla de la lista de instalaciones estratégicas federales. En 2013 se hizo un concurso de arquitectura para remodelarla al que se presentaron diferentes propuestas, de las que se escogió una llamada Green Hill Park que finalmente no fue llevada a cabo por falta de inversores. En 2017 finalmente se decidió la privatización de la torre a fin de conservarla para la copa Mundial de Fútbol de 2018. Finalmente los terrenos y la propia torre fueron vendidos a la Compañía minera y metalúrgica de los Urales que decidió demolerla. La demolición se llevó a cabo el 24 de marzo de 2018 tras una serie de protestas ciudadanas y de personalidades públicas de la región.